# Фертильность
| 7-8 детей 6-7 детей 5-6 детей 4-5 детей | 3-4 детей 2-3 детей 1-2 детей 0-1 детей |

Карта мира по среднему количеству детей, рождённых женщиной в течение жизни, с учётом средних показателей для женщин всех возрастов, данные 2020 года.
7-8 детей
6-7 детей
5-6 детей
4-5 детей
3-4 детей
2-3 детей
1-2 детей
0-1 детей

Ферти́льность (лат. fertilis — «плодородный, плодовитый») — способность половозрелого организма производить жизнеспособное потомство. Противоположно понятиям «бесплодие», «стерильность».

## Физиология
В физиологическом смысле под фертильностью понимают способность женщины или мужчины к воспроизведению потомства, то есть зачатию.

### Мужская фертильность
Мужская фертильность часто сводится к понятию «фертильности спермы». На мужскую фертильность влияет множество факторов:
- курение и употребление алкоголя;
- анаболические стероиды, а точнее высокие дозировки данных препаратов, которые не соответствуют естественному уровню тестостерона, который вырабатывается эндокринными железами;
- повышенная температура в области тестикул[3];
- недостаток витамина С и цинка;
- избыточный вес[4];
- воздействие излучений и химических соединений[5][6];
- заболевания мочеполовой системы (простатит, хламидиоз[7], венерические заболевания), осложнения детских инфекций (свинка, краснуха), сахарный диабет, вирусный гепатит;
- особенности образа жизни и физической деятельности[8];
- антиспермальные антитела[9];
- оксидативный стресс[10];
- и др.

### Женская фертильность
У женщин различают высокую, нормальную и низкую фертильность. Фертильность женщины зависит от трёх факторов: способности зачать ребёнка, способность его выносить и способность родить. Если отсутствует любой из упомянутых факторов, то считается, что женщина обладает низкой фертильностью. Наличие всех трёх факторов свидетельствует о нормальной фертильности.
Женская фертильность тесно связана с овуляцией, так как наличием созревшей яйцеклетки определяется способность к зачатию женщины. Во время каждого менструального цикла созревшая яйцеклетка выходит из яичника (процесс выхода и называется овуляцией), если же этого не происходит, то женщина не фертильна. Также стоит отметить, что во время овуляции фертильность женщины достигает максимума, так как вследствие данного процесса сокращается путь сперматозоидов, попавших в половые пути женщины, к созревшей яйцеклетке. Некоторые причины бесплодия, например наличие антиспермальных антител могут понижать фертильность.

## Возраст и фертильность
В большинстве западных стран за последние несколько десятилетий показатели фертильности снижаются, хотя не совсем ясно, вносит ли это существенный вклад в рост бесплодия. Факторы, связанные с фертильностью, включают возраст, подверженность заболеваниям, передающимся половым путем, частоту половых актов, время полового акта, а также диету и особенности образа жизни . 
Возраст сам по себе оказывает значительное влияние на женскую фертильность. Абсолютное количество ооцитов уменьшается с возрастом независимо от того, есть ли у женщины овуляторные циклы. В возрасте 37–38 лет часто наблюдается ускоренная скорость потери фолликулов, которая происходит, когда количество фолликулов достигает около 25 тысяч. Эта ускоренная потеря коррелирует с незначительным увеличением сывороточного фолликулостимулирующего гормона и снижением выработки ингибина В. Функциональная способность оставшихся половых клеток и фолликулов была названа «овариальным резервом» или запасом яичников. Незначительные изменения, которые указывают на уменьшение овариального резерва, связаны со значительным снижением потенциала фертильности, часто без очевидных изменений в клинически идентифицируемых характеристиках или менструальной цикличности. Во время менопаузы остается менее 1000 фолликулов . 

## Демография
В демографии этим термином часто обозначают репродуктивную способность женщины, или способность женщины к деторождению. Для количественного выражения этой характеристики в популяционном масштабе используют суммарный коэффициент рождаемости.
По данным ВОЗ в среднем около 5 % популяции бесплодно. У женщин 1930—1960-х годов рождения в браке (официальном или церковном), уровень бесплодия не превышал 4 %, а среди женщин 1970 года рождения этот показатель уже близок к 6 %. В России из 39,1 миллионов женщин детородного возраста (от 15 до 49 лет) 6 миллионов бесплодных. В России, по данным Независимой газеты, около 15 % пар в браке не могут зачать ребёнка, однако, по данным демографов, никогда не рожавших женщин в России 6—7 %, а из состоящих в браке 3—5 %. По данным ВОЗ, показатель 15 % бесплодных браков является критическим, влияющим на демографию в стране и представляющий государственную проблему. По прогнозам социологов и экономистов в ближайшие годы процент бездетных женщин в России с нынешних 8 % может приблизиться к среднеевропейскому уровню в 15 %.

### Репродуктивный возраст
Репродукти́вный во́зраст (также деторо́дный или ферти́льный возраст) — период в жизни женщины, в течение которого она способна к вынашиванию и рождению ребёнка. В демографии продолжительность этого периода характеризуется указанием его границ. Под репродуктивным возрастом для женщин понимается возраст 15—49 лет (в странах с низкой рождаемостью — 15—44 года). Как правило, доля женщин репродуктивного возраста довольно устойчива и составляет 25—30 %.

## Суммарный коэффициент рождаемости
Суммарный коэффициент рождаемости является наиболее точным показателем уровня рождаемости, данный коэффициент характеризует среднее число рождений у одной женщины в гипотетическом поколении за всю её жизнь при сохранении существующих уровней рождаемости в каждом возрасте независимо от смертности и от изменений возрастного состава. Для сохранения численности населения на одном уровне нужен суммарный коэффициент рождаемости около 2,1 рождений на женщину в течение жизни.
Суммарный коэффициент рождаемости в мире сократился с 4,95 рождений на женщину в первой половине 1960-х годов до 2,56 в 2005−2010 годы. В более развитых странах такой уровень рождаемости был характерен уже в начале 1960-х годов, а к концу века он снизился до 1,57, что покрывается иммиграцией в эти страны из менее развитых стран. Во многих развивающихся странах мира в XXI веке суммарный коэффициент рождаемости упал ниже уровня воспроизводства населения (2,1 рождений на женщину), как следствие общемирового демографического тренда, приводящего к глобальному старению населения Земли (кроме Африки южнее Сахары) и вызванного им уже в ряде стран, как развитых, так и развивающихся, демографического кризиса.
Самый высокий суммарный коэффициент рождаемости в мире — в Нигере — 7,0 (на 2020 год). Самый низкий — в Южной Корее — 0,84 (на 2020 год). В 2015 году, по данным Росстата, суммарный коэффициент рождаемости в России составил 1,78. В городской местности значение коэффициента составило 1,678, в сельской местности — 2,111. Среди субъектов федерации минимальное его значение характерно для Ленинградской области — 1,286, а максимальное для Республики Тыва — 3,386 (на 2015 год).